# Gjevillvatnet
Gjevillvatnet er en sø i Oppdal kommune i Trøndelag fylke i Norge. Søen ligger i Oppdal Bygdealmenning der er en af Norges største private ejendomme.
Søen er hovedreservoir for Driva Kraftverk med en reguleringshøjde på 15 meter. I den østlige ende løber elven Festa ud. Festa Kraftstasjon blev nedlagt da Driva Kraftverk blev sat i drift i 1973.
Gjevillvatnet ligger i den sydøstlige del af Trollheimen, og om sommeren går turistbåten Trollheimen II mellem Gjevillvassosen i øst og Vassenden i vest.
På søens nordlige side ligger Gjevilvasshytta med udsigt over den.
Søen er omgivet af fjeldene Storhornet, Okla, Gjevilvasskamban, Blåhø og Svahøa.